# الدريشة الرومانسية (مسرحية)
الدريشة الرومانسية مسرحية سعودية كوميدية من إنتاج عام 2014. لعب أدوار البطولة فيها الممثلين مشعل المطيري، محمد القس، دريعان الدريعان وبدر اللحيد. أخرج المسرحية المخرج رجا العتيبي وهي من تأليف محمد العثيم. عرضت المسرحية ضمن احتفالات عيد الفطر بمدينة الرياض على مسرح جامعة اليمامة.

## تفاصيل المسرحية
تحكي المسرحية قصة شاب يعيش صعوبات التوفيق بين واقعه وأحلامه وأوهامه، وعرضت في قالب اجتماعي كوميدي. واعتمدت على الإيقاع النشط والأداء السريع الملائم للقصة.